# Diaframma 8183
Diaframma 8183 è un album antologico del 1989 dei Diaframma.
Il CD ha un errore sulla copertina posteriore: al posto della canzone Pioggia compare il titolo Effetto notte.

## Tracce
1. Effetto notte – 4:30
2. Pop art – 5:53
3. Xaviera Hollander – 5:43
4. Altrove – 5:01
5. Pioggia – 4:26
6. Illusione ottica – 3:24
7. Circuito chiuso – 4:22
8. Ceremony – 4:35

## Formazione
- Nicola Vannini - voce
- Federico Fiumani - chitarra
- Leandro Cicchi - basso
- Gianni Cicchi - batteria